# Формула света
«Формула света» — советский художественный фильм 1982 года, снятый на киностудии «Мосфильм». Премьера состоялась 1 мая 1983 года.

## Сюжет
Алексей Фомич Маховиков, опытный строитель плотин, прибывает на строительную площадку на Енисее, которая была заморожена прежним руководством. Он принимает решение самостоятельно воскресить проект. Его инициатива получает поддержку со стороны работников и инженеров, что приводит к конфликту с начальством. Во время активных работ уровень воды в Енисее поднимается, угрожая разрушением стройки, но благодаря решительности Маховикова и предложению инженера Митина, а также усилиям рабочих, удаётся преодолеть стихию. В дальнейшем Маховиков становится частью команды самой мощной гидроэлектростанции в мире.

## В ролях
- Пётр Глебов — Алексей Фомич Маховиков
- Тамара Сёмина — Наталия Васильевна
- Сергей Сазонтьев — Александр Митин
- Анатолий Ведёнкин — Ваня, персональный водитель
- Олег Голубицкий — Сергей Витальевич Зарубин
- Виктор Шульгин — Кусакин
- Виктор Филиппов — Виктор Михайлович Калюжный, снабженец
- Николай Симкин — Иванов, начальник отдела кадров
- Михаил Зимин — Фёдор Иванович, министр
- Геннадий Барков — журналист
- Валентин Брылеев — Крылов
- Татьяна Гаврилова — Сапожникова
- Ирина Дитц — журналистка
- Андрей Карташов — журналист
- Лилия Макеева — секретарша
- Владимир Пицек — Чулёв, главбух
- Татьяна Ронами — журналистка
- Роман Хомятов — главный инженер
- Костантин Вокшин — Толик, приёмный сын Маховикова
- Пётр Кононыхин — эпизод
- Владимир Довейко — эпизод
- Раиса Сазонова — посетительница ресторана
- Вячеслав Ушанов — шофёр
- Валерий Денисов — эпизод

## Съёмочная группа
- Режиссёр — Александр Светлов
- Сценарист — Александр Лапшин
- Оператор — Виктор Шейнин
- Композитор — Андрей Эшпай
- Художник — Евгений Черняев

## Критика
Фильм получил в целом положительную оценку от автора рецензии в «Советском экране» Ю. Скворцова.